# Vomécourt
Vomécourt è un comune francese di 265 abitanti situato nel dipartimento dei Vosgi nella regione del Grand Est.

## Società

### Evoluzione demografica
Abitanti censiti